# Mihovljan (Krapina-Zagorje megye)
 Mihovljan  falu és község Horvátországban Krapina-Zagorje megyében. Közigazgatásilag Frkuljevec Mihovljanski, Gregurovec, Kuzminec és Sutinske Toplice tartozik hozzá.

## Fekvése
Krapinátóltól 9 km-re délkeletre a Horvát Zagorje területén fekszik.

## Története
A település és plébániájának első említése Đuro Sabo horvát történész szerint 1258-ból István ifjabb király és szlavón bán okleveléből származik. Ebben történik említés a Szent Mihály templomról és Selk fia birtokáról, mely nyugaton egy a semnicai uradalomhoz tartozó jobbágyok birtokával volt határos. Semnica ma is a mihovljani plébánia területéhez tartozik és a plébániatemplom közelében fekszik. Ezen kívül említés történik egy nagy útról, melyet a mai krapina-lepoglavai úttal azonosítanak, a Kenecna nevű patak pedig a mai Miholščica-pataknak felelne meg. Mindent összevetve Sabo a szöveget a mihovljani templommal hozza összefüggésbe.
A mihovlajni plébánia első minden kétséget kizáró említése viszont csak 1334-ből Ivan zágrábi főesperesnek a zágrábi káptalan helyzetéről írott statútumából származik "item ecclesia sancti Michaelis prope Komor" alakban. A plébánia alapításáról nincsen pontos adatunk. A statútumban említett Komor a Bedekovics család középkori birtokával azonos. A komori Bedekovicsok nemcsak a vidék földesurai, hanem a mihovljani plébániatemplom fő támogatói és kegyurai is voltak. 
A népiskolai oktatás 1835-ben indult a településen.
Mihovljan a 18. században lett a Sermage család birtoka, majd később házasság révén a Schlippenbachoké és Mikuletics ügyvédé lett. Rajtuk kívül birtokos volt itt Rakodzay Sándor is, aki 1907-1908-ban a horvát báni tisztséget töltötte be, valamint 1862-től a báró Fiedler család, akiknek leszármazottai ma is csodálattal beszélnek az egykori élet szépségeiről. Mihovljan már az Osztrák–Magyar Monarchia idején rendelkezett helyi önkormányzattal, majd 1962-ig volt önálló község. Önállóságát a független horvát állam megalakulása után kapta vissza.
1857-ben 1108, 1910-ben 1897 lakosa volt. Trianonig Varasd vármegye Zlatari járásához tartozott. Középkori gótikus temploma sajnos már a múlté, mivel 1944. május 13-án egy bombatámadásban a községházával, a tűzoltószertárral és az iskolával együtt leégett. A településnek 2001-ben 1230 lakosa volt.

## Nevezetességei
- Szent Mihály főangyal tiszteletére szentelt plébániatemploma már a középkorban állt. Az eredetileg gótikus templomot 1778-ban barokk stílusban építették át. 1944-ben a második világháború során a régi templom leégett. A helyén építették fel a mai plébániatemplomot melyet Krisztus Király ünnepén, 1976. november 21-én szentelt fel Franjo Kuharić zágrábi érsek.
- A temető mellett áll a Hétfájdalmú Szűzanya tiszteletére szentelt kis kápolna. Négyszög alaprajzú egyhajós épület, négyszög záródású apszissal. Homlokzata felett fából épített tornyocska emelkedik. Elhelyezkedéséből adódóan már messziről is látható. Az épületet az 1880-as földrengés súlyosan megrongálta és 1937-ig nem lehetett istentiszteletet tartani benne, ekkor azonban teljesen megújították és újraszentelték.
- Nepomuki Szent János tiszteletére szentelt kápolnája a falu déli bejáratánál található. Kis négyszög alaprajzú, egyhajós épület egyszerű lekerekített apszissal. Oltára nincs, helyén Szent János szobra áll. A homlokzat felett fa harangtorony emelkedik. A 19. század első felében építették késő klasszicista stílusban. Csak búcsúnapján, Nepomuki Szent János ünnepén miséznek benne.

## Külső hivatkozások
- A község hivatalos oldala
- A helyi kulturális egyesület honlapja